# Josep Brugulat i Riera
Josep Brugulat i Riera   (la Seu d'Urgell, 28 de desembre de 1927) fou un mestre i pedagog català.

## Biografia
Fill d'una família humil que es traslladà a Barcelona poc temps després de la seva naixença. Estudià a aquesta ciutat a l'Escola Normal de Magisteri, un cop graduat ingressà per ampliar estudis a l'Escola Normal de la Generalitat de Catalunya republicana. Allà fou alumne de Cassià Costal, Miquel Santaló, Pau Vila i Alexandre Galí. Josep Brugulat va obtenir el número dos de la tercera promoció de l'Escola Normal de la Generalitat. Poc després, el juliol de 1936 s'inicià la Guerra Civil espanyola i va ser mobilitzat i destinat al front d'Aragó a Lleida. Al final de la guerra emprengué el camí de l'exili i fou internat als camps de refugiats que l'estat francès creà a la Catalunya del Nord. Després va poder retornar i patí la depuració del magisteri portada a terme pel franquisme.

### L'Acadèmia Abat Bònito
El 1942 amb Joaquim Pecanins i Carme Pecaninis van iniciar el projecte de crear una escola que respongués a les seves inquietuds pedagògiques. Van sospesar diverses possibilitats de cara a la creació d'un centre d'ensenyament en alguna població mitjana. Cregueren que el millor lloc per establir-la era Banyoles on la seva iniciativa va trobar una acollida molt favorable per part de l'Ajuntament i la Parròquia. A aquella població no hi havia cap centre de batxillerat; els pocs alumnes que podien permetre's el luxe d'estudiar batxillerat havien d'anar a Girona o assistir a classes particulars. Així es creà l'Acadèmia Abat Bònito, un nom que homenatjava a Bònitus (o Bonet) fundador, vers el 812, del monestir benedictí de Sant Esteve origen de la vila. Una escola singular pedagògicament en mig de la pobresa material de la postguerra i la negació de llibertats individuals i col·lectives de franquisme. Una escola motivadora, amb excursions i sortides al medi natural, amb la música com element formatiu a més d'un plantejament didàctic motivador.
El 1957 Brugulat es llicencià en Pedagogia a la Universitat de Barcelona i amb altres professors del centre oferia estudis de batxillerat que d'altra manera no haurien pogut cursar la majoria dels nois i noies banyolins. L'Acadèmia Abat Bònito fou una bona mostra de la resiliència de la societat civil catalana sota la dictadura franquista des del camp escolar. Jaume Fàbrega i Colom, alumne de l'Acadèmia i de Brugulat, assenyala que "en un temps de foscor franquista i catòlica, era una glopada d'aire fresc".
Josep Brugulat, amb el suport de les autoritats locals, va llogar un edifici de tres plantes al carrer de la Canal. L'Ajuntament, a més de cedir un terreny com a pati, es va comprometre a pagar les obres de condicionament. Josep Brugalat, conscient que el dret de l'educació és fonamental, va establir un sistema de beques i quotes par tal de cap jove amb capacitat, independent del seu origen social, restés sense fer el batxillerat o anar a la universitat. El setembre del 1942 van començar les classes a l'Acadèmia Abat Bònito com a centre privat lliure. A partir dels anys cinquanta, donat que la matrícula anava creixent, va ser necessari augmentar el nombre de professors. Josep Brugulat va saber aglutinar un professorat format per gent capacitada, arrelada a Banyoles i amb una vocació ferma per a l'ensenyament. L'Acadèmia comprenia estudis de primària, batxillerat i comerç. El 1964 ja podia examinar de batxillerat elemental i sols calia anar a Institut oficial pel superior. El 1961 Brugulat fa oposicions al cos d'inspecció i esdevé inspector de La Seu d'Urgell i Andorra, càrrec que compaginà amb la direcció de l'escola bunyolina.
L'Acadèmia Abat Bònito estengué la seva activitat educativa durant tres dècades entre 1942 i 1973 en què les noves exigències d'espai i recursos de la nova Llei General d'Educació feren les seves instal·lacions obsoletes.

### La influència social de l'obra de Brugulat
A partir de l'àmbit estimulador i de qualitat pedagògica en mig del franquisme que era l'Acadèmia Abat Bònito es formà tota una generació que canvià profundament Banyoles. Especialment a través d'una activa vida cultural, cívica i política, fet s'ha anomenat com "el model Banyoles".
Joan Solana i Figueras professor, escriptor i primer alcalde democràtic de la capital del pla de l'Estany sintetitzà l'acció educativa de Brugulat i l'Acadèmia Abat Bònito afirmant: "Van trencar barreres socials, va ser un oasi democràtic. Banyoles s'entén per l'Acadèmia". Testimonis de l'obra de Brugalat la valoren com a providencial per la transformació de Banyoles ja que " va girar la ciutat com un mitjó".
La notable obra educativa de Josep Brugulat i Riera fou reconeguda amb la Medalla al treball President Macià. Així mateix s'honorà la memòria de Josep Brugulat donant el seu nom a un Institut d'Educació Secundària de Banyoles.